# Districte de Gakenke
El districte de Gakenke és un akarere (districte) de la província del Nord, a Ruanda. La seva capital és Gakenke. El districte ha començat a implementar un pla de construcció amb demarcació d'usos del sòl i equipaments públics.

## Sectors
El districte de Gakenke està dividit en 19 sectors (imirenge): Busengo, Coko, Cyabingo, Gakenke, Gashenyi, Mugunga, Janja, Kamubuga, Karambo, Kivuruga, Mataba, Minazi, Muhondo, Muyongwe, Muzo, Nemba, Ruli, Rusasa i Rushashi.